# Val-de-Vière
Val-de-Vière é uma comuna francesa na região administrativa do Grande Leste, no departamento de Marne. Estende-se por uma área de 19.25 km², e possui 130 habitantes, segundo o censo de 2018, com uma densidade de 6.8 hab/km².